# Đỗ Nguyên Mai
Đỗ Nguyên Mai còn gọi là Mai Nguyen Do, là nhà thơ và nhà hoạt động xã hội người Mỹ gốc Việt đến từ Santa Clarita, California. Cô theo học Trường Đại học Canyons rồi thi đậu bằng liên thông chuyên ngành lịch sử, nghệ thuật tự do và khoa học.
Tập thơ đầu tay năm 2016 mang tên Ghosts Still Walking được các thành viên của Hiệp hội Thơ Khoa học Viễn tưởng và Kỳ ảo Quốc tế đề cử Giải thưởng Elgin dành cho Sách của năm vào năm 2017. Cô là người thắng Giải thưởng Ấn phẩm báo chí Locked Horn năm 2019.

## Văn nghiệp
Bản sắc người Mỹ gốc Việt và niềm tin tâm linh sâu sắc của họ đã ảnh hưởng đến thơ của Đỗ. Khi được hỏi về những ảnh hưởng đối với sáng tác của mình, cô đã trả lời qua nhiều nguồn cảm hứng khác nhau, bao gồm danh ngôn của các nhà văn nữ Việt Nam thời cổ đại và những nhân vật chính trị như Hai Bà Trưng và văn nhân nổi tiếng như Murasaki Shikibu và Frances Hodgson Burnett.
Tập thơ đầu tay của Đỗ mang tên Ghosts Still Walking được Platypus Press xuất bản vào năm 2016. Tập thơ thứ hai của cô nhan đề Battlefield Blooming dự kiến sẽ được Sahtu Press phát hành vào mùa xuân năm 2019. Việc phát hành Ghosts Still Walking đã được tờ báo tiếng Việt ở hải ngoại là Việt Báo ghi nhận vì phát hành kịp thời đúng vào dịp kỷ niệm biến cố 30 tháng Tư năm 1975.

## Tham gia chính trị
Ngoài vai trò là một nhà thơ, Đỗ còn là người ủng hộ nhiệt thành cho nghệ thuật và sự phát triển chính trị và văn hóa của người Mỹ gốc Việt. Cô thường kết hợp những đường lối vận động này không chỉ thông qua việc tổ chức cộng đồng và viết thơ, mà còn bằng cách lên tiếng về các vấn đề như chính sách nhập cư và sự tàn bạo của cảnh sát đã tác động đến cộng đồng người Mỹ gốc Đông Nam Á như thế nào.